# José Nin y Tudó
José Nin y Tudó (El Vendrell, 1840-Madrid, 1908) fue un pintor español.

## Biografía

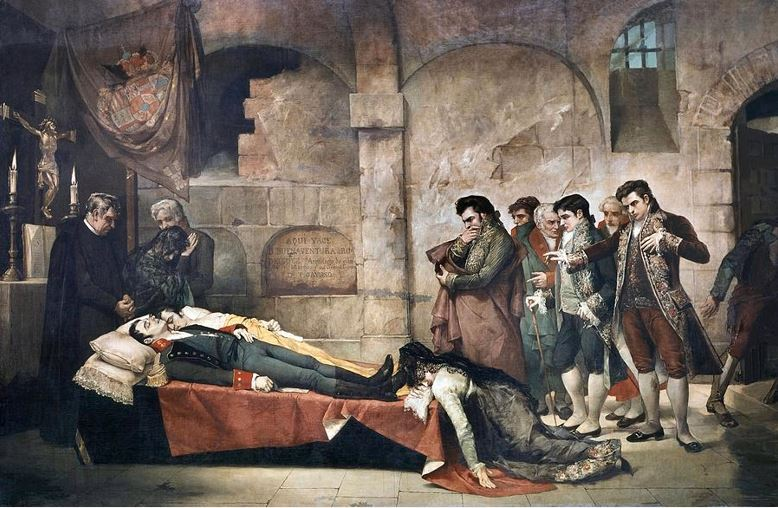
Daoíz y Velarde (1876). Museo de Historia de Madrid.

Nacido en la localidad tarraconense de El Vendrell en 1840, estudió con el pintor Carlos Luis Ribera y consiguió ser pensionado por la Diputación de Barcelona para estudiar pintura en la Academia San Fernando de Madrid. En su juventud no demostró demasiada afición por el arte pictórico, puesto que ingresó en el cuerpo de administración militar; después, espontáneamente su espíritu evolucionó y abandonó esta carrera, dedicándose a la pintura.
Fue autor de unas pinturas murales en el madrileño Palacio de Anglada. De exaltada fantasía, Nin es original en sus concepciones: esta originalidad lo llevó muchas veces a buscar sus inspiraciones en la muerte. Los retratos mortuorios de hombres célebres de su época dieron al nombre de este artista una resonancia lúgubre y siniestra. Aun así, también demostró saber pintar la naturaleza viva: sus últimas obras son notables por la intensidad de movimiento que presta a sus personajes.
Hermano del escritor Joaquín Nin y Tudó, falleció en su domicilio situado en el número 9 de la madrileña calle de Morejón el 30 de marzo de 1908.